# Alexander Smakula
Alexander Smakula (ucraniano Олександр Теодорович Смакула, Transliteración científica Oleksandr Teodorovyč Smakula; * 1900 en Dobrovody, Ucrania - 17 de mayo de 1983 en Auburn, fue un físico ucraniano, conocido por el descubrimiento de la supresión de reflejos en superficies ópticas.

## Biografía
Smakula nació en un pueblo de Dobrovody de la región de Óblast de Ternopil en una familia campesina. Después de los estudios intermedios continuó sus estudios universitarios en la Universidad de Göttingen en Alemania, los que concluyó en 1927; en donde se desempeñó como asistente del Prof. Robert Pohl. 
Después de una corta estancia en la Universidad de Odessa en Ucrania regresó a Alemania en donde fue director del Laboratorio de Óptica en Heidelberg. Desde 1934 trabajó en la industria óptica de Zeiss en Jena, Alemania. Alrededor de 1935 patentó la supresión de reflejos, lo que significó una mejora importante en objetos ópticos. 
Después de la II Guerra Mundial emigró a los EE. UU., en donde primeramente investigó materiales para la tecnología infrarroja. En 1951 obtuvo un profesorado en el Instituto Tecnológico de Massachusetts (MIT), en donde se ocupó principalmente de investigaciones en cristales. En 1966 obtuvo el premio Kulturpreis der Deutschen Gesellschaft für Photographie (Premio Cultura de la Sociedad Alemana de Fotografía) por sus aportaciones a la ciencia óptica.